# Assmaa Niang
Assmaa Niang (ar. أسماء نيانغ ;ur. 4 stycznia 1983) – marokańska judoczka. Olimpijka z Rio de Janeiro 2016 i Tokio 2020. Zajęła siedemnaste miejsce w wadze średniej.
Piąta na mistrzostwach świata w 2017 i 2018. Uczestniczka zawodów w 2013, 2014, 2015, 2019. Startowała w Pucharze Świata w latach 2010, 2012, 2014–2017, 2019 i 2023. Zdobyła osiem medali na mistrzostwach Afryki w latach 2012 – 2024. Brązowa medalistka igrzysk śródziemnomorskich w 2013. Wygrała igrzyska panarabskie w 2011 roku.

## Letnie Igrzyska Olimpijskie 2016
| Konkurencja | Eliminacje            | Klas. końcowa |
| Konkurencja | Przeciwnik I          | Miejsce       |
| ----------- | --------------------- | ------------- |
| 70 kg       | Maria Portela (BRA) P | 17.           |